# Jung-dong (métro de Séoul)
Jung-dong (hangeul : 중동 ; hanja : 中洞) est une station de passage de la ligne 1 du métro de Séoul. Elle est située au 73 Jungdong-ro, dans le quartier Songnae-dong de l'arrondissement Sosa-gu de la ville de Bucheon, incluse dans la province de Gyeonggi, à l'ouest de Séoul, en Corée du Sud.
Ouverte en 1987, elle est desservie par les rames des services omnibus et express de la ligne 1.

## Situation sur le réseau

Plan du réseau (2023)

Établie en surface Jung-dong est une station de passage de la ligne 1 du métro de Séoul : elle est située entre la station Bucheon, en direction du terminus nord-est Yeoncheon, et la station Songnae, en direction du terminus ouest Incheon,.

## Histoire
La station Jung-dong est mise en service le 31 décembre 1987,, sur la section dite ligne Gyeongin (ko) de la ligne 1 du métro de Séoul.
Elle est légèrement déplacée dans un nouveau bâtiment le 27 février 1999,.

## Services aux voyageurs

### Accès et accueil
La station est située au 73 Jungdong-ro, dans le quartier Songnae-dong. Elle dispose de deux bouches numérotées de 1 à 2.

### Desserte
Jung-dong, est desservie par les rames de services omnibus et express de la ligne.

Installations
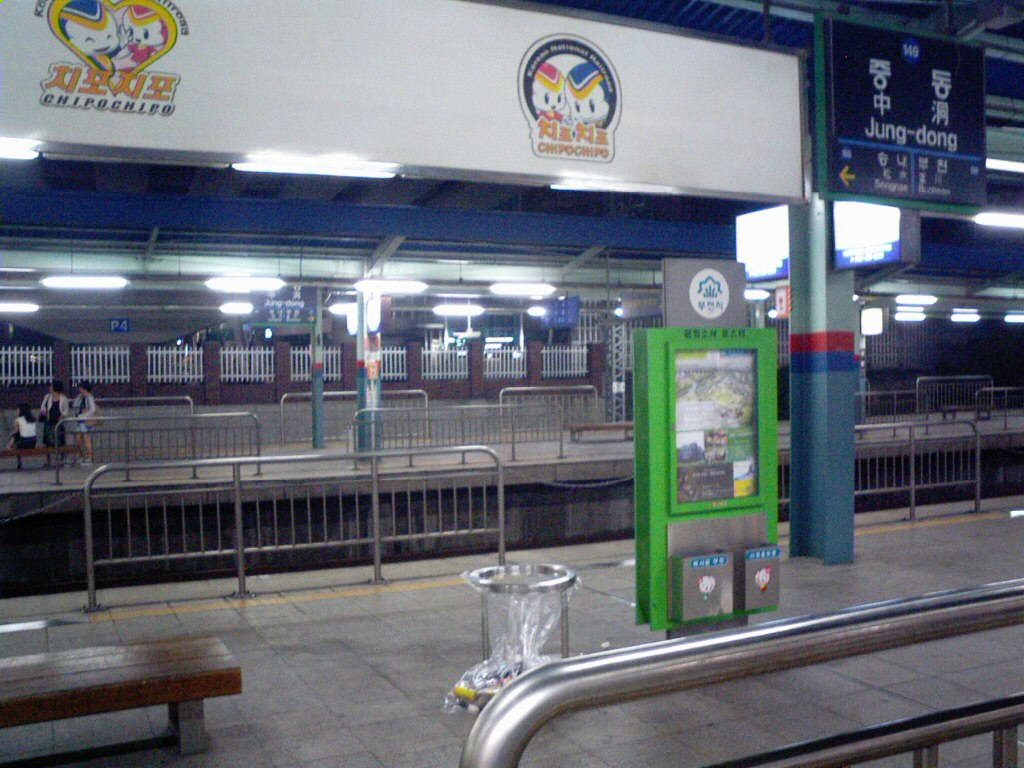
En 2008.
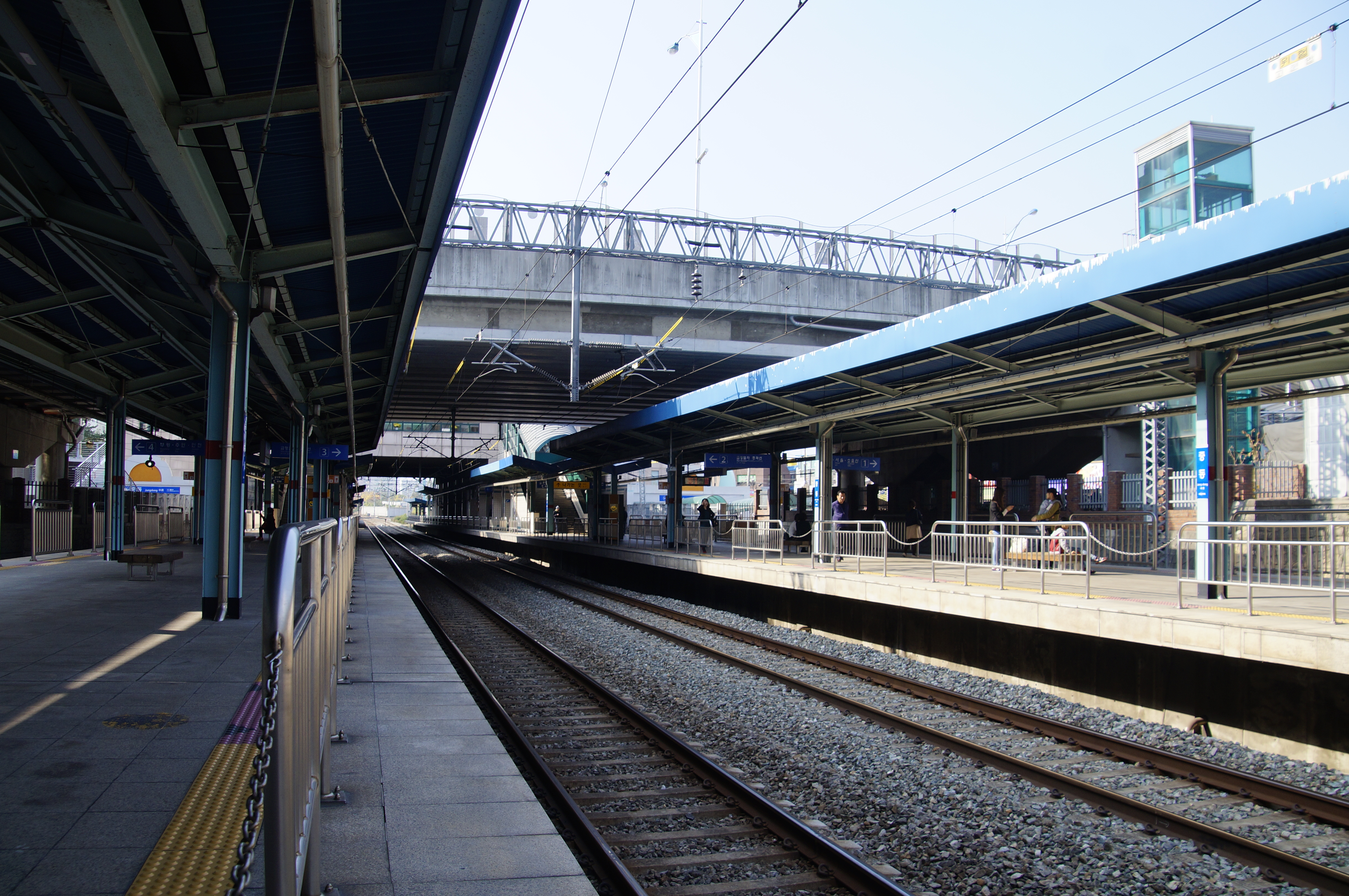
En 2014.

### Intermodalité
Des arrêts de bus sont situés à proximité.

## À proximité
Elle dessert notamment le parc central de Bucheon.